# ジョン・クーリッジ・アダムズ
ジョン・クーリッジ・アダムズ（John Coolidge Adams、1947年2月15日 - ）は、アメリカ合衆国の作曲家。
「ミニマル・ミュージック」を提唱する作曲家の一人である。
「ジョン・アダムズ」という作曲家は北アメリカで3人が知られるが、一般に「ジョン・アダムズ」といえばジョン・クーリッジ・アダムズを指し、ジョン・ルーサー・アダムズ、John DS Adamsはミドルネームも表記して区別されている。

## 人物

### 経歴
マサチューセッツ州ウースターの出身。1971年にハーヴァード大学にてレオン・キルヒナーに学ぶ。カリフォルニア州に移って10年間サンフランシスコ音楽院で教鞭と指揮棒を執り、その革新的な演奏会が評価されサンフランシスコ交響楽団の音楽顧問（現代音楽部門）に就任、続いて1979年から1985年まで常勤作曲家に選ばれる。その間に『ハルモニウム』や『和声学』
といった成功作によって、作曲家として名を挙げた。ニュー・アルビオンやECMといったレーベルによる録音に相次いで、1986年にはノンサッチ・レコーズと契約し、その関係は今日まで続いている。1999年にノンサッチ・レコーズは、「ジョン・アダムズ・イアーボックス」（The John Adams Earbox ）を発売している。

### 作風
当初は、グラスやライヒ、ライリーのような純然たるミニマリストとして知られていたが、成熟期の作品においては、ミニマル・ミュージックが色彩的な和声のパレットと豊かな管弦楽法に結び付いた、新ロマン主義的傾向も見られ、その音楽は厳密には「ポスト・ミニマル」と見なされる。そのため、作品には調性を感じさせるものが多く、『ショート・ライド・イン・ア・ファスト・マシーン』のように吹奏楽に編曲されて米国内で親しまれているものもある。
アダムズはポピュラー音楽を含む20世紀音楽の音楽語法を幅広く参照しており、初期の歌劇や、ウィットの利いた管弦楽曲『フィアフル・シンメトリーズ』ではストラヴィンスキーやオネゲルと、ビッグバンドのスウィングが折衷されており、近作の『My Father Knew Charles Ives』では、他人の作曲家の作品を自由に使い回すコラージュ技法において卓抜な技法を発揮した。
また、1985年のオペラ『中国のニクソン』中の晩餐会の場面を管弦楽に編曲した『ザ・チェアマンダンス(The Chairman Dances)』も、アダムスの管弦楽曲の中では取り上げられる頻度が多い曲の一つである。
共通した特徴を持つのが、1993年1月に初演された『室内交響曲』である。これは、シェーンベルクの技巧がかった表現主義音楽を、カートゥーン・アニメ調の音楽に溶け込ませるという斬新なスタイルの作品で、現代音楽におけるアダムスの立ち位置を端的に示した作品である。この作品は大変な成功を見、40以上のアンサンブルによって演奏され（あるいは演奏が計画され）てきた。この作品によってアダムズは1994年にロイヤル・フィルハーモニック協会室内楽部門最優秀賞を得ている。
2002年にはアメリカ同時多発テロ事件の犠牲者の追悼として『On the Transmigration of Souls 』が作曲された。この作品は、合唱とオーケストラ、および犠牲者の名前を読み上げる声のサンプリング音のために書かれた作品で2003年にピューリッツァー賞音楽部門を獲得し、ロリン・マゼール指揮による初録音も2005年度グラミー賞の3部門に入賞している。
2003年6月にはBBC交響楽団提携芸術家に選ばれた。2004年11月23日に英国作詞作曲家作家アカデミー (BASCA) よりロンドンのバービカンにおいてフェローシップを授与され、その後作曲者自身の指揮によりBBC交響楽団が『ハルモニウム』ほかの作品を演奏した。

### オペラ
活動当初から舞台作品の手腕に定評のあったジョン・アダムズの作品のうち、最も有名で最も広く言及される作品は、オペラ『中国のニクソン』である。これはヒューストン大歌劇場により1987年に初演され、1989年にグラミー賞現代音楽部門最優秀作品に輝いている。作品は、ニクソン大統領の中国訪問という現代史の場面をオペラハウスへ鮮やかに移し替えたもので、ポストモダンにおける全てのジャンルの舞台音楽にとって草分け的存在となった。初演版は監督をピーター・セラーズ、台本をアリス・グッドマン、振付けをマーク・モリスが担当し、セラーズ自身の演出でニューヨークを始め世界各地で上演が行われたのち、ヘルシンキ（フィンランド語上演）とビーレフェルト（ドイツ語上演）において新演出で上演。ロンドンやタリンにおいては演奏会形式でも上演が行われている。
2作目のオペラ『クリングホファーの死』は、再びセラーズ、グッドマン、モリスの協力を得た作品で、ブリュッセル歌劇場において1991年に初演された。実際にあったシージャック事件を題材とし「ニューズウィーク」誌の評論家カトリン・エイムズによって「人の心を掻き立てる作品」と評価されたこの作品は、これまでにリヨン、ウィーン、ニューヨーク、サンフランシスコなどで上演されている。
5作目のオペラ、『原爆博士』もセラーズとの共作で、2005年10月1日に初演された。「原爆博士」とはロバート・オッペンハイマーを指し、作品はマンハッタン計画を通じた彼の心の葛藤を描いている。また、この作品から演奏会用の交響曲も編まれている。
この他、2017年のGirls of the Golden Westを含め、合計8作の舞台用の作品を発表し、いずれも世界中で再演され続けている。

### 受賞歴等
- グラミー賞 クラシック現代作品部門 (1989)
- Royal Philharmonic Society Music Award for Best Chamber Composition for Chamber Symphony (1994)
- グロマイヤー賞 作曲部門 (1995)
- Fellow of the American Academy of Arts and Sciences (1997)
- Member of the American Academy of Arts and Letters (1997)
- グラミー賞 クラシック現代作品部門 (1998)
- ピューリッツァー賞 音楽部門 (2003)
- グラミー賞 クラシック現代作品部門 (2005)
- Harvard Arts Medal (2007)
- Creative Chair of the Los Angeles Philharmonic (2009–present)
- Honorary Doctorate of Arts from Northwestern University (2008)
- Honorary Doctorate of Music from Duquesne University (2009)
- Honorary Doctorate of Music from Harvard University (2012)
- Honorary Doctorate of Music from Yale University (2013)
- Honorary Doctorate of Music from Royal Academy of Music (2015)
- California Governor's Award for Lifetime Achievement in the Arts
- Cyril Magnin Award for Outstanding Achievement in the Arts
- Chevalier dans l'Ordre des Arts et des Lettres (Knight of the Order of Arts and Letters)
- エラスムス賞 (2019)

## 主要作品
- 1973年 - アメリカン・スタンダード American Standard（アンサンブル）
- 1974年 - Ktaadn（合唱）
- 1977年 - 中国の門 China Gates（ピアノ）
- 1977年 - フリギアの門 Phrygian Gates（ピアノ）
- 1978年/1983年 - シェイカー・ループス Shaker Loops（弦楽七重奏（ヴァイオリン3、ヴィオラ、チェロ2、コントラバス））
- 1980年 - ハルモニウム Harmonium（合唱 / 合唱とオーケストラ）
- 1983年 - 水上の光 Light Over Water（テープ音楽）
- 1984年 - 和声学 Harmonielehre（管弦楽）
- 1985年 - 歌劇『中国のニクソン』Nixon in China（オペラ）
- 1985年 - 舞踊音楽『委員長の踊り』The Chairman Dances 中国のニクソンからの派生作品（管弦楽）
- 1986年 - 2つのファンファーレ Two Fanfares（管弦楽,トロンバ・ロンターナ Tromba Lontana&ショート・ライド・イン・ア・ファスト・マシーン Short Ride in a Fast Machine)
- 1988年 - 恐怖のシンメトリー  Fearful Symmetries（管弦楽）
- 1991年 - エル・ドラド El Dorado（管弦楽）
- 1991年 - 歌劇『クリングホファーの死』The Death of Klinghoffer（オペラ）
- 1992年 - 室内交響曲 Chamber Symphony（室内楽）
- 1993年 - ヴァイオリン協奏曲 Violin Concerto（管弦楽）
- 1995年 - ロード・ムービー Road Movies（ヴァイオリンとピアノ）
- 1995年 - 劇音楽『天井を見つめていたら空が見えた』I Was Looking at the Ceiling and Then I Saw the Sky（合唱および室内楽）
- 2000年 - エルニーニョ El Niño（管弦楽）
- 2002年 - 魂の転生について On the Transmigration of Souls （管弦楽、合唱とテープ）
- 2003年 - 父はチャールズ・アイヴズを知っていた My Father Knew Charles Ives（管弦楽）
- 2005年 - 歌劇『原爆博士』Doctor Atomic（オペラ[8]）
- 2009年 - City Noir（管弦楽）
- 2012年 - Absolute Jest (弦楽四重奏と管弦楽)
- 2013年 - サクソフォン協奏曲 Saxophone Concerto(管弦楽)
- 2017年 - Girls of the Golden West (オペラ)

## 関連文献
- Broyles, Michael. Mavericks and Other Traditions in American music. New Haven: Yale University Press, 2004. ISBN 0-300-10045-0
- "John Adams" Butterworth, Neil, Dictionary of American Classical Composers. 2nd ed. New York and London: Rouledge, 2005. ISBN 0-415-93848-1
- Daines, Matthew. "The Death of Klinghoffer by John Adams", American Music Vol. 16, No. 3 (Autumn 1998)外部リンク, pp. 356–358.
- Heisinger, Brent. "American Minimalism in the 1980s", American Music Vol. 7, No. 4 (Winter 1989)外部リンク, pp. 430–447.
- May, Thomas (ed.). The John Adams Reader: Essential Writings on an American Composer. Pompton Plains, N.J.: Amadeus, 2006. ISBN 1-57467-132-4
- Richardson, John. "John Adams: A Portrait and a Concert of American Music", American Music Vol. 23, No. 1 (Spring 2005)外部リンク, pp. 131–133.
- Rimer, J. Thomas. "Nixon in China by John Adams", American Music Vol. 12, No. 3 (Autumn 1994)外部リンク, pp. 338–341.
- Schwartz, Elliott, and Daniel Godfrey. Music Since 1945: Issues, Materials, and Literature. New York: Schirmer Books; Toronto: Maxwell Macmillan Canada; New York: Maxwell Macmillan International, 1993. ISBN 0-02-873040-2
- Schwarz, K. Robert. "Process vs. Intuition in the Recent Works of Steve Reich and John Adams", American Music Vol. 8, No. 3 (Autumn 1990)外部リンク, pp. 245–273.
- Schwarz, K. Robert. Minimalists. London: Phaidon Press Inc., 1996. ISBN 0-7148-3381-9. Reprinted 2008, ISBN 0-7148-4773-9
- Warrack, John, and West, Ewan (1992), The Oxford Dictionary of Opera, 782 pages, ISBN 0-19-869164-5
- ‘Klinghoffer’: An Opera and a Protest September 22, 2014 外部リンク